# Lise Tremblay
Lise Tremblay, född född 13 juni 1957 i Chicoutimi i provinsen Québec i Kanada, är en fransk-kanadensisk författare. Sedan debuten 1990 har hennes böcker belönats med ett antal priser, t.ex. den prestigefyllda kanadensiska Governor General's Award i skönlitteratur. Fem av hennes böcker är hittills (mars 2024) översatta till svenska.